# Brugse reuzen

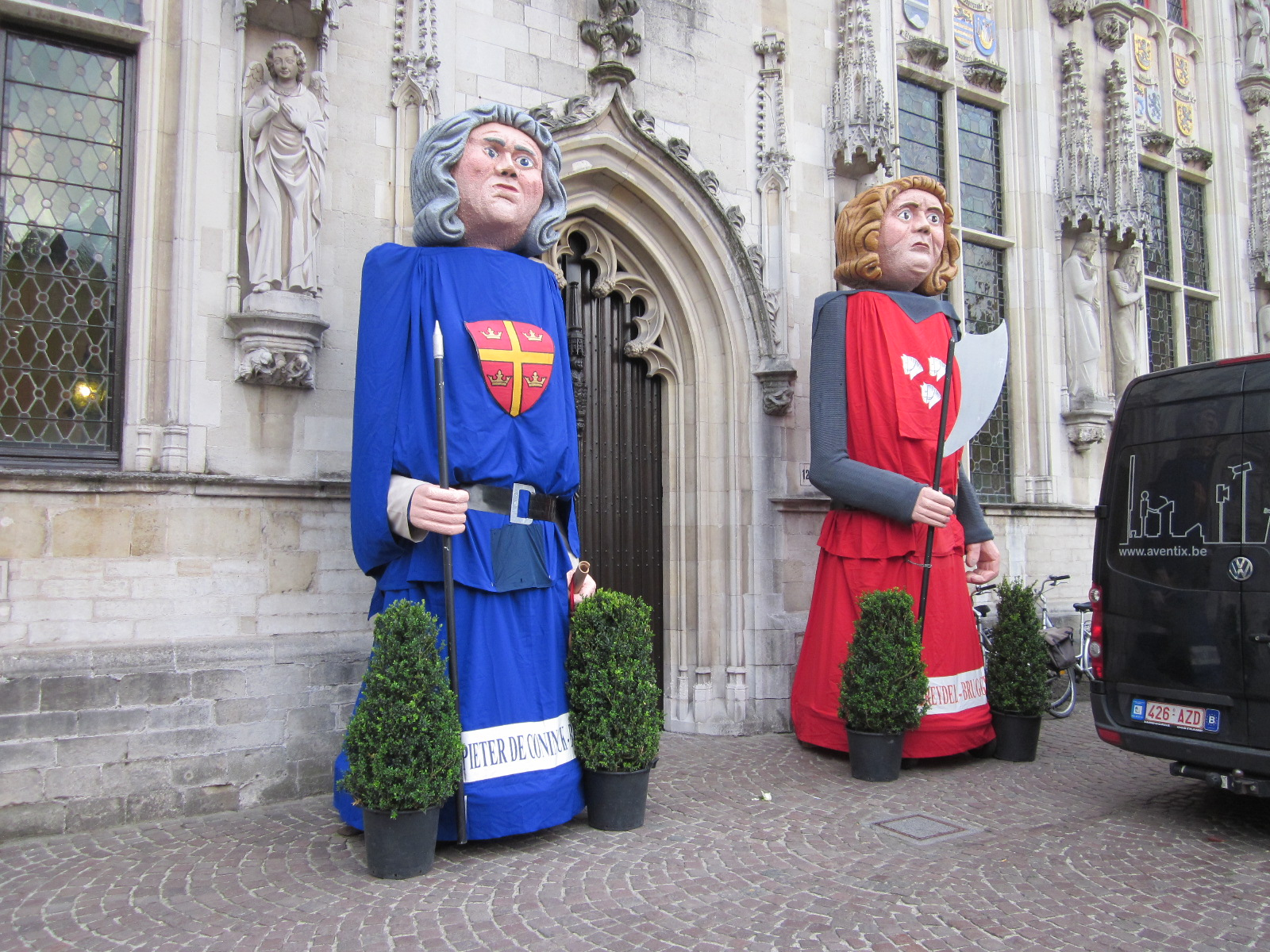
Reuzen Jan Breydel en Pieter de Coninck in Brugge.

De Brugse reuzen zijn grote, uit hout en textiel vervaardigde figuren die een belangrijke rol spelen in de folklore en cultuur van Brugge. Ze worden traditioneel gedragen tijdens processies en volksfeesten en beelden historische, mythologische of lokale figuren uit. De Brugse reuzen maken deel uit van de bredere Vlaamse reuzencultuur. Reuzen worden traditioneel gedragen door dragers in een intern harnas of op een draagframe. De vormgeving verschilt per periode en stoet, en wordt vaak verzorgd door lokale verenigingen en ambachten.

## Geschiedenis
De traditie van reuzen in Vlaanderen gaat terug tot de middeleeuwen. De oudste reuzenprocessies in Vlaanderen dateren uit de 15e eeuw, met voorbeelden in steden als Aalst (voor 1447), Oudenaarde (1456) en Brugge zelf. In Brugge waren reuzen in de 17e eeuw nauw verbonden met de Heilig Bloedprocessie. In 1687 telde de stad minstens negen reuzen die met de processie en kermis in verband stonden: Trevanus, Aureliaan, Rosalia, Macharius, Majorana, Poliphemus (in de rollewagen), Grudius (in den aassack), Machogge en Orestes.
De oorsprong van het reuzendragen wordt soms in verband gebracht met heidense gebruiken of symbolische voorstellingen van het triomf van licht over duisternis, maar de meest aanvaarde verklaring is dat het een overblijfsel is van middeleeuwse ommegangen waarbij gildebroeders en ambachtsgezellen groepen en beelden droegen die de stad versierden. Brugse reuzen waren in de 17e eeuw al prominent aanwezig in dergelijke plechtigheden.
Ook in de 18e eeuw bleven ommegangsfiguren en -dieren deel uitmaken van Brugse stoeten. Een beschrijving uit 1749 vermeldt naast reuzen ook talrijke dierenfiguren, zoals een pelikaan, zwaan, struisvogel, kameel, olifant, draken en het Ros Beiaard. Sommige Brugse reuzen traden zelfs sprekend op in de processies, waarbij zij het publiek toespraken.
De figuren zijn vaak gebaseerd op Bijbelse of lokale legendes, zoals de strijd tussen David en Goliath, waarbij de reus Goliath een veel voorkomende stamvaderfiguur is. Ook lokale helden en volksfiguren worden uitgebeeld.

## De Brugse reuzenfiguren
Verschillende reuzen zijn in Brugse context gedocumenteerd. Een (onvolledige) selectie:
- Trevanus – stamvaderfiguur, vaak met sprekende rol in kermis en processie.
- Aureliaan – lid van het reuzenhuisgezin.
- Rosalia – idem.
- Macharius – idem; in meerdere Vlaamse steden uitgebeeld.
- Majorana – idem.
- Poliphemus – “in de rollewagen”.
- Grudius – “in den aassack”.
- Machogge – reuzin, echtgenote van Trevanus.
- Orestes – schildknaap.
- Jan Breydel en Pieter de Coninck – historische volkshelden uit Brugge, 20e–21e eeuw ook als reuzen uitgebeeld (zie afbeelding).
- In deelgemeente Sint-Kruis: Manten en Kalle.

## Culturele betekenis en folklore
De reuzen zijn feestelijke figuren en dragers van cultuur en geschiedenis. Ze symboliseren de identiteit van Brugge en haar inwoners, en zijn verweven met lokale legenden en volksverhalen. Het dragen van reuzen is een uiting van gemeenschapszin en erfgoed.
De reuzenstoeten trekken veel publiek en zijn een hoogtepunt tijdens de Brugse kermissen en speciale evenementen, zoals de Gouden Boomstoet. Na een onderbreking van 17 jaar werd in 2023 opnieuw een reuzenstoet door Brugge georganiseerd, wat het blijvende belang van deze traditie onderstreept.

## Reuzencultuur in Vlaanderen
De Brugse reuzen maken deel uit van de Vlaamse reuzencultuur, erkend als immaterieel erfgoed in Vlaanderen. Algemene overzichten en inventarissen tonen de brede verspreiding over Vlaanderen en de variatie aan lokale figuren. Voor Brugge bestaan fotoreeksen en gemeentelijke inventarisaties met overzicht van aanwezige reuzenfiguren en stoetparticipaties.